# シャドウゲイト
『シャドウゲイト』（Shadowgate）は、1987年にアメリカ合衆国のICOM Simulations社がパソコン用ソフトとして開発したポイント・アンド・クリックアドベンチャーゲーム及び作中に登場する城の名称である。MacVentureシリーズの第3弾にあたる。

## 概要
適切なコマンドを選択し、主人公に行動を取らせることで冒険を進めていく典型的なコマンド選択式アドベンチャーゲームであり、不気味で恐ろしい城の中を探索する内容からホラーゲームの要素も含む。
プレイヤーはとある王家の血を引く勇者となり、魔王ワーロックを倒し世界を救うために彼が潜んでいるというシャドウゲイトの城を舞台に冒険をする。このように物語は日本のRPGでもよく見かける、剣と魔法に支配された中世ヨーロッパ風のファンタジー世界で展開される。
日本では1989年3月31日にケムコ（コトブキシステム株式会社）からファミリーコンピュータ版が発売された。『ディジャブ』に続くケムコアドベンチャー・シリーズの第2作として前作と同様にコマンド選択式アドベンチャーに変更されて発売された（本国のMacVentureシリーズとは発売順序が異なる）。
その他、日本では1999年8月13日にゲームボーイカラーへの移植版『シャドウゲイト リターン』と、NINTENDO 64用の新作『シャドウゲイト64』が発売された。こちらは従来のコマンド選択式ではなく、3Dダンジョンを主観視点で移動する探索型アドベンチャーとなっている。また、1991年には、本作の前日談にあたる小説『Before Shadowgate』が、1993年にPCエンジン（TurboGrafx CD）で続編の『en:Beyond Shadowgate』が海外で発売されている。海外ではこの他に携帯電話やPDAのアプリケーションソフトウェアとしてもリメイクされ、供給が行われている。また、2014年8月21日にはPC向けにリメイク作品が公開された。音楽は2013年にアレンジアルバムをリリースしたRich Douglasが担当し、3DCGで『シャドウゲイト』の世界が再現されている。

## ゲーム内容

### システム
使用できるコマンドには「移動」「調べる」「開く」などアドベンチャーゲームとして基本的な物が並び、その対象物を画面に表示された絵の中から選択する。コマンド一覧の横には炎が灯っている松明の絵が表示されており、この炎は道具として使用できる。松明の炎が消えてしまうと真っ暗になり、足を滑らせて頭を壁にぶつけて死亡（ゲームオーバー）となってしまうため、城内では松明を補給しながら探索を行うこととなる。
これらのコマンドの中でも特徴的なものが「セルフ」である。これは道具を主人公に使うためのコマンドであるが、剣や毒薬、松明の炎もこのセルフコマンドで自分自身へ使うことができてしまう。そうすると剣を自分の胸に突き刺したり毒薬を自ら飲んだり松明で自分に火をつけたことになり、自殺したと見なされゲームオーバーになってしまう（一部、装備する用途でも使う場合はある）。しかし行動を取る際にとがめられることは一切ない。これは高い自由度を持たせていることの表れといえる。ただし、特定の行動をとると死ぬ際に咎められる。他にも特定のアイテムには罠が仕掛けられていてそれを取ろうとすると突然落とし穴が空いて落下してしまったり、移動コマンドでは溶岩や深い穴の中など明らかに危険な場所への移動も可能であり、こうした行動を取るとやはりゲームオーバーになる。
ゲーム進行に関しては途中経過を随時記録できるセーブ機能と、ゲームオーバーになっても直前の場面から再開できるコンティニュー機能があるため再挑戦はしやすい。ただし、松明が有限のアイテムであるため、予備が補充できずに燃え尽きかける状況になった場合は詰みとなり最初からやり直しとなる。
日本語版のこのゲームの特徴として、「ざんねん!!わたしの ぼうけんは これで おわってしまった!!」（ゲームオーバー時）、「ホップ ステップ ジャンプ……かーるいす!!」（炎に飛びこんだ時）など、主人公の独特な叙述が挙げられる。それゆえに、パロディに用いられる機会も多い。日本語版のゲームは翻訳するにあたってのスタッフの遊び心を見て取ることができる。
また、上に挙げたメッセージからもわかるとおり、主人公の叙述でゲームは進行していくが、英語版は「IT'S A SAD THING THAT YOUR ADVENTURES HAVE ENDED HERE!!」（悲しいことに、あなたの冒険はここで終了しました）などプレイヤーに語りかける形式のメッセージになっており、このゲームはプレイヤー自身が冒険しているものであることを示している。これとは対照的に、日本語版のメッセージの1つに「どうして こんなことを させるんだ!! わたしは わたしの いしに はんして じさつこういを はかった。」（溶岩に飛びこんだ時）と、主人公を操作するプレイヤーに対して文句を言う台詞が存在する。

## 登場人物
各項目の内部リンクは同名のもの。
主人公
本名はジェイルで、自称「しんの ゆうしゃ」。どこかの王家の血を引く青年らしい。
ドルイドの予言に従って、ワーロックの野望を打ち砕くためにシャドウゲイトに乗り込む。
パッケージでは鎧や剣を装備しているがゲーム中は初期装備が松明1本のみのため、魔物と戦うには城内で武器を調達する必要がある。
続編の『シャドウゲイト64』では伝説の勇者として語り継がれている。尚、本作のエンディングではウエストランドの領主となったが、続編ではカルトゥーリンと言う国の王になったのだと語られている。
ドルイド族
作中に何人か登場し、主人公に予言を伝える者、城内で主人公に呪文を授ける者、過去にワーロックを封印した12人がいる。城内で主人公に呪文を授ける者以外は、ゲーム中に姿が出ることはない。続編では本作のラスボスを倒す際に使う杖を作ったラクミールという人物が重要キャラとして位置付けられている。
キング オットー
舞台となっている国を治めている国王。
サメ
湖の部屋にいる生き物。湖に入ると襲ってくる。倒せない。
竜
武器の部屋にいる竜。遠くの穴の中から目を光らせている。近づいたり、落ちているものを拾おうとすると、炎を吐いて攻撃してくる。
バンシー
棺の部屋にいる、鬼のような姿をした妖怪。大きな叫び声をあげてくるが、特に害はない。
スライム
棺の部屋にいる魔物。倒せない。こちらから行動をとらない限り襲ってはこないが、一度出現させてしまうと奥の部屋への通路が塞がれてしまう。この状態で強行突破しようとすると襲ってくるため、遠回りする必要がある。
亡霊（影の精霊）
アーチの部屋に登場する亡霊。害はないが、この亡霊がいると先に進めないので対処しなければいけない。
大蛇
ただの作り物。
炎の竜
炎の部屋にいる怪物。主人公曰く「恐怖が形になって現れた」。左右の炎の状態と連動しており、炎が消えるとこの怪物も消えてしまう。
サイクロップス
中庭にいる怪物。巨大な棍棒を持っている。一度倒しても止めを刺さないと復活する。
鬼（原語版、海外版での名前は「トロール」）
風の吹く橋にいる橋の番人。橋を渡ろうとすると現れ、金のコインを要求してくるけど貰っても渡らせる気は最初から無い。一度倒しても後に再び出現する。呪文で回避できる。
獣（黒い犬）
実験室に閉じ込められている獰猛な獣。金網を開けると突然襲ってくる。倒せない。
スフィンクス
塔にいる。主人公にクイズを出題し、正解のアイテムを出せば先へ進める。
狼女
鎖の部屋にいる怪物。普段は鎖に繋がれた女の姿をしているが、下手に近づくと狼に変身して襲ってくる。フラグ管理のミスにより、殺されてもちょっかいを出されると生き返り、仕返しとして襲ったり、時と場合によっては狼に変身しないで襲うことがある。地獄の犬とほぼ全く同じ姿をしており、原語版では襲う時の顔が全く同じ。
地獄の犬
燭台の部屋にいる地獄の獣。薄い炎に包まれている。部屋にあるプラチナのホルンを取ろうとすると出現する。狼女の変身姿とほぼ全く同じ姿をしており、原語版では襲う時の顔が全く同じ。
青いドラゴン
塔の頂上にいる巨大なドラゴン。長い体を持っている。
氷に包まれた魔物
二つの洞穴に登場するグリフォンのような魔物。2匹で登場する。普段は凍り付いた石像に化けているが、この魔物が左右にいる洞穴を進もうとすると氷が溶け、冷気を吐いて攻撃する。
ガード
レバーの洞穴の中に登場する魔物。穴に隠れており、穴に落ちようとすると突然襲ってくる。倒せない。
ワニ
バルコニーの下の池にいる飢えた動物。置いてある壺に向かうと罠によって穴が崩れ、池に転落して食べられてしまう。倒せない。
フェリーマン
井戸の地下で船頭をしている魔物。死神のような容姿だが害はなく、金のコインを渡すと舟で対岸まで運んでくれる。
魔王ワーロック
このゲームのラスボスであり、シャドウゲイトの現在の城主。
タイタンの中でも最も恐ろしい怪物、ベエマスを呼び出そうとしている。
ゲーム中では後姿かつ小さく描かれた場面しか存在しないが、ゲームのパッケージには顔が描かれている。
元は「12の輪」と言う強い力を持ったドルイド達の1人・黒のタリマーという人物で、悪魔の力を借りて12の輪を壊し、魔王ワーロックとなったとされている。
ファミコン版の「悪魔の招待状」では、迷路のゾンビとして登場するが、ゾンビのためある物を見せられると主人公に倒されてしまう。（墓を叩かれると出てくる。）
死神
ゲームオーバー時に表示される死神。パッケージにも、主人公の後ろの魔物たちの中にその姿が描かれている。
一部の死亡演出ではゲームオーバー画面の直前にも登場する。
フェリーマンや悪魔の招待状の化け物と似ているが関連は不明。
ディル
『シャドウゲイト64』の主人公。
種族はハーフリング。
交易弾のキャラバンに加わり、街道を移動中に盗賊に襲われてシャドウゲイト城の牢獄に囚われの身になってしまい、ここから否応なしに冒険に巻き込まれてしまう。

## 移植版
| No. | タイトル                                  | 発売日                   | 対応機種               | 開発元           | 発売元           | メディア                              | 型式                      | 売上本数 | 備考 |
| --- | ----------------------------------------- | ------------------------ | ---------------------- | ---------------- | ---------------- | ------------------------------------- | ------------------------- | -------- | ---- |
| 1   | Shadowgate                                | 1987年                   | Amiga                  | ICOM Simulations | Mindscape        | フロッピーディスク                    | -                         | -        |      |
| 2   | Shadowgate                                | 1988年                   | PC/AT互換機            | ICOM Simulations | Mindscape        | フロッピーディスク                    | -                         | -        |      |
| 3   | シャドウゲイト                            | 1989年3月31日 1989年12月 | ファミリーコンピュータ | ケムコ           | ケムコ           | 2メガビット+64キロRAM ロムカセット    | KSC-3S NES-3S-USA         | -        |      |
| 4   | Shadowgate                                | 1993年                   | Windows                | ICOM Simulations | Mindscape        | フロッピーディスク                    | -                         | -        |      |
| 5   | Shadowgate Classic シャドウゲイトリターン | 1999年1月 1999年8月13日  | ゲームボーイカラー     | ケムコ           | 任天堂 ケムコ    | 8メガビットロムカセット               | DMG-ASWE-USA DMG-ASWJ-JPN | -        |      |
| 6   | シャドウゲイト                            | 2014年4月30日            | ニンテンドー3DS        | ケムコ           | ケムコ           | ダウンロード （バーチャルコンソール） | -                         | -        |      |
| 7   | Shadowgate                                | 2014年8月21日            | Windows Macintosh      | Zojoi            | Reverb Triple XP | ダウンロード                          | -                         | -        |      |
| 8   | Shadowgate                                | 2015年3月25日            | Linux                  | Zojoi            | Reverb Triple XP | ダウンロード                          | -                         | -        |      |
| 9   | Shadowgate                                | 2015年10月22日           | iOS                    | Zojoi            | Reverb Triple XP | ダウンロード                          | -                         | -        |      |
| 10  | Shadowgate                                | 2015年12月16日           | Android                | Zojoi            | Reverb Triple XP | ダウンロード                          | -                         | -        |      |

## 音楽
日本国外のアーティストによる本作のBGMのアレンジアルバムが2013年5月24日に発売されており、日本でもiTunesなどで購入することが出来る。

## スタッフ
オリジナル版
- テリー・シュレンブルグ
- バルデマール・ホワット
- デヴィッド・マーシュ
- ジェイ・ジプニック
- ダリン・アドラー
- カール・ローロフス
- トッド・ジプニック
- デイヴ・フェルドマン
- スティーヴ・ヘイズ
- トッド・スクワイア

ファミリーコンピュータ版
- グラフィック：すえだきみなり
- 音楽、効果音：増野宏之
- サウンド・プロデュース：KENTO'S GROUP

## 評価
ファミリーコンピュータ版
- ゲーム誌『ファミコン通信』の『クロスレビュー』では5・7・7・7の合計26点（満40点）[10]、『マル勝ファミコン』では8・8・7・8の合計31点（満40点）、『ファミリーコンピュータMagazine』の読者投票による『ゲーム通信簿』での評価は以下の通りとなっており、18.28点（満30点）となっている[4]。

| 項目 | キャラクタ | 音楽 | 操作性 | 熱中度 | お買得度 | オリジナリティ | 総合  |
| 得点 | 3.22       | 3.11 | 2.99   | 3.08   | 2.84     | 3.04           | 18.28 |

- CSのMONDO21の番組『伝説のクソゲー大決戦』（2008年）のなかで、MVK（最優秀クソゲー）に選出されている。哀愁漂う死にゲーであり、自害もできる点が高く評価された。